# Nam vương Thế giới
Nam vương Thế giới (tiếng Anh: Mister World hay Mr. World) là một cuộc thi sắc đẹp dành cho nam giới, được tổ chức bởi Tổ chức Hoa hậu Thế giới (Miss World Organization). Cuộc thi lần đầu tiên được tổ chức vào năm 1996. Cuộc thi không được tổ chức thường niên, nó được tổ chức không theo chu kỳ nhất định, có thể từ 2 năm đến 5 năm/1 lần.
Đương kim Nam vương Thế giới hiện tại là Danny Mejia đến từ Puerto Rico, đăng quang ngày 23 tháng 11 năm 2024. Á vương 1 là Phạm Tuấn Ngọc đến từ Việt Nam, Á vương 2 là Antonio Company đến từ Tây Ban Nha, và Á vương 3 là Salvatore Crisball đến từ Angola.

## Người giữ danh hiệu
| Lần thứ | Năm  | Ngày                 | Nam vương Thế giới                | Á vương                             | Á vương                       | Á vương                     | Nơi tổ chức                   | Số thí sinh |
| Lần thứ | Năm  | Ngày                 | Nam vương Thế giới                | 1                                   | 2                             | 3                           | Nơi tổ chức                   | Số thí sinh |
| ------- | ---- | -------------------- | --------------------------------- | ----------------------------------- | ----------------------------- | --------------------------- | ----------------------------- | ----------- |
| 1       | 1996 | 20 tháng 9 năm 1996  | Tom Nuyens · Bỉ                   | Gabriel Soto Borja-Díaz · México    | Karahan Çantay · Thổ Nhĩ Kỳ   | Không trao giải             | Istanbul, Thổ Nhĩ Kỳ          | 50          |
| 2       | 1998 | 18 tháng 9 năm 1998  | Sandro Finoglio · Venezuela       | Germán Cardoso Méndez · Puerto Rico | Gregory Rossi · Pháp          | Không trao giải             | Grândola, Bồ Đào Nha          | 43          |
| 3       | 2000 | 13 tháng 10 năm 2000 | Ignacio Kliche · Uruguay          | Marcello Barkowski · Đức            | Dante Spencer · Hoa Kỳ        | Không trao giải             | Perthshire, Scotland          | 32          |
| 4       | 2003 | 9 tháng 8 năm 2003   | Gustavo Gianetti · Brasil         | Assaad Tarabay · Liban              | Fabien Hauquier · Bỉ          | Không trao giải             | Luân Đôn, Anh                 | 38          |
| 5       | 2007 | 31 tháng 3 năm 2007  | Juan García Postigo · Tây Ban Nha | Lucas Barbosa Gil · Brasil          | Lejun Tony Jiang · Trung Quốc | Không trao giải             | Tam Á, Trung Quốc             | 56          |
| 6       | 2010 | 27 tháng 3 năm 2010  | Kamal Ibrahim · Ireland           | Josef Karas · Cộng hoà Séc          | Kenneth Okolie · Nigeria      | Không trao giải             | Incheon, Hàn Quốc             | 74          |
| 7       | 2012 | 24 tháng 11 năm 2012 | Francisco Escobar · Colombia      | Andrew Wolff · Philippines          | Leo Delaney · Ireland         | Không trao giải             | Kent, Anh                     | 48          |
| 8       | 2014 | 15 tháng 6 năm 2014  | Nicklas Pedersen · Đan Mạch       | Emmanuel Ikubese · Nigeria          | José Pablo Minor · México     | Không trao giải             | Torbay, Anh                   | 46          |
| 9       | 2016 | 19 tháng 7 năm 2016  | Rohit Khandelwal · Ấn Độ          | Fernando Álvarez · Puerto Rico      | Aldo Esparza · México         | Không trao giải             | Southport, Anh                | 46          |
| 10      | 2019 | 23 tháng 8 năm 2019  | Jack Heslewood · Anh              | Fezile Mkhize · Nam Phi             | Brian Faugier · México        | Không trao giải             | Thành phố Quezon, Philippines | 72          |
| 11      | 2024 | 23 tháng 11 năm 2024 | Danny Mejia · Puerto Rico         | Phạm Tuấn Ngọc · Việt Nam           | Antonio Company · Tây Ban Nha | Salvatore Crisball · Angola | Phan Thiết, Việt Nam          | 60          |

### Bảng xếp hạng

#### Quốc gia theo số người đăng quang
| Quốc gia    | Danh hiệu | Năm  |
| ----------- | --------- | ---- |
| Bỉ          | 1         | 1996 |
| Venezuela   | 1         | 1998 |
| Uruguay     | 1         | 2000 |
| Brasil      | 1         | 2003 |
| Tây Ban Nha | 1         | 2007 |
| Ireland     | 1         | 2010 |
| Colombia    | 1         | 2012 |
| Đan Mạch    | 1         | 2014 |
| Ấn Độ       | 1         | 2016 |
| Anh         | 1         | 2019 |
| Puerto Rico | 1         | 2024 |

#### Châu lục theo số người đăng quang
| Lục địa | Danh hiệu | Năm                          |
| ------- | --------- | ---------------------------- |
| Châu Âu | 5         | 1996, 2007, 2010, 2014, 2019 |
| Châu Mỹ | 5         | 1998, 2000, 2003, 2012, 2024 |
| Châu Á  | 1         | 2016                         |

### Xếp hạng chung kết
| Rank | Quốc gia/Vùng lãnh thổ | Nam vương Thế giới | Á vương 1      | Á vương 2             | Á vương 3 | Tổng cộng |
| ---- | ---------------------- | ------------------ | -------------- | --------------------- | --------- | --------- |
| 1    | Puerto Rico            | 1 (2024)           | 2 (1998, 2016) | ×                     | ×         | 3         |
| 2    | Brasil                 | 1 (2003)           | 1 (2007)       | ×                     | ×         | 2         |
| 3    | Bỉ                     | 1 (1996)           | ×              | 1 (2003)              | ×         | 2         |
| 3    | Ireland                | 1 (2010)           | ×              | 1 (2012)              | ×         | 2         |
| 3    | Tây Ban Nha            | 1 (2007)           | ×              | 1 (2024)              | ×         | 2         |
| 6    | Venezuela              | 1 (1998)           | ×              | ×                     | ×         | 1         |
| 6    | Uruguay                | 1 (2000)           | ×              | ×                     | ×         | 1         |
| 6    | Colombia               | 1 (2012)           | ×              | ×                     | ×         | 1         |
| 6    | Đan Mạch               | 1 (2014)           | ×              | ×                     | ×         | 1         |
| 6    | Ấn Độ                  | 1 (2016)           | ×              | ×                     | ×         | 1         |
| 6    | Anh                    | 1 (2019)           | ×              | ×                     | ×         | 1         |
| 12   | México                 | ×                  | 1 (1996)       | 3 (2014, 2016), 2019) | ×         | 4         |
| 13   | Nigeria                | ×                  | 1 (2014)       | 1 (2010)              | ×         | 2         |
| 14   | Đức                    | ×                  | 1 (2000)       | ×                     | ×         | 1         |
| 14   | Liban                  | ×                  | 1 (2003)       | ×                     | ×         | 1         |
| 14   | Séc                    | ×                  | 1 (2010)       | ×                     | ×         | 1         |
| 14   | Philippines            | ×                  | 1 (2012)       | ×                     | ×         | 1         |
| 14   | Nam Phi                | ×                  | 1 (2019)       | ×                     | ×         | 1         |
| 14   | Việt Nam               | ×                  | 1 (2024)       | ×                     | ×         | 1         |
| 20   | Thổ Nhĩ Kỳ             | ×                  | ×              | 1 (1996)              | ×         | 1         |
| 20   | Pháp                   | ×                  | ×              | 1 (1998)              | ×         | 1         |
| 20   | Hoa Kỳ                 | ×                  | ×              | 1 (2000)              | ×         | 1         |
| 20   | Trung Quốc             | ×                  | ×              | 1 (2007)              | ×         | 1         |
| 24   | Angola                 | ×                  | ×              | ×                     | 1 (2024)  | 1         |
| Hạng | Tổng cộng              | 11                 | 11             | 11                    | 1         | 34        |

Quốc gia/vùng lãnh thổ đảm nhận vị trí tiếp quản danh hiệu bằng in đậm
Quốc gia/vùng lãnh thổ bị truất ngôi, từ bỏ hoặc ban đầu giữ danh hiệu bằng gạch ngang
Quốc gia/vùng lãnh thổ bị truất ngôi, từ bỏ hoặc ban đầu giữ danh hiệu nhưng không được thay thế bằng gạch chân

## Các lần tổ chức Nam vương Thế giới

### 2025
Nam vương Thế giới 2025 là cuộc thi Nam vương Thế giới lần thứ 12 được tổ chức vào năm 2026.
Các thí sinh
| Quốc gia/vùng lãnh thổ | Thí sinh           |
| ---------------------- | ------------------ |
| Campuchia              | Raymond Chear      |
| Chile                  | Bastian Flores     |
| Singapore              | Yoganathan Pitchay |
| Tây Ban Nha            | Daniel Aguirre     |

## Danh sách đại diện Việt Nam
Chú thích màu
- : Nam vương
- : Á vương
- : Top chung kết
- : Top bán chung kết
- : Được giải thưởng đặc biệt

| Năm  | Tên              | Quê quán              | Danh hiệu quốc gia                             | Thứ hạng       | Giải thưởng đặc biệt | T.k.  |
| ---- | ---------------- | --------------------- | ---------------------------------------------- | -------------- | --- | ----- |
| 2007 | Hồ Đức Vĩnh      | Thành phố Hồ Chí Minh | Bổ nhiệm - (Giải Vàng Siêu mẫu Việt Nam 2003)  | Không đạt giải | |       |
| 2012 | Trương Nam Thành | Thành phố Hồ Chí Minh | Bổ nhiệm - (Giải Vàng Ngôi sao Người mẫu 2010) | Top 10         | 2 - - Mr. World Fashion & Style - Top 10 Mr. World Talent | [ 3 ] |
| 2024 | Phạm Tuấn Ngọc   | Hải Phòng             | Mister World Vietnam 2024                      | Á vương 1      | 7 - - Top 5 Mister Talent - Top 12 Top Model - Top 20 Head-to-head Challenge - Top 5 Beauty with a Purpose - Top 20 Best National Costume - Top 17 Multimedia - Mister World Asia & Oceania |       |